# Harry Lane Englebright
Harry Lane Englebright (ur. 2 stycznia 1884 w Nevada City, zm. 13 maja 1943 w Bethesda) – amerykański polityk, członek Partii Republikańskiej.

## Działalność polityczna
W okresie od 31 sierpnia 1926 do śmierci 13 maja 1943 przez dziesięć kadencji był przedstawicielem 2. okręgu wyborczego w stanie Kalifornia w Izbie Reprezentantów Stanów Zjednoczonych.
Jego ojcem był William F. Englebright.